# Филлипс, Белинда
Белинда Филлипс (англ. Belinda Phillips; род. 4 сентября 1958) — ямайская пловчиха. Участница летних Олимпийских игр 1972 года в Мюнхене (ФРГ), где выступала в заплывах на 200, 400 и 800 метров вольным стилем. В 1974 году признана спортсменкой года на Ямайке.

## Биография
Родная сестра — пловчиха Andrew Phillips.

## Олимпийские игры
Выступления на Олимпиадах
| Дисциплина             | раунд, место |
| ---------------------- | ------------ |
| 200 м свободным стилем | І раунд (7)  |
| 400 м свободным стилем | І раунд (6)  |
| 800 м свободным стилем | І раунд (6)  |